# Leptolebias marmoratus
Leptolebias marmoratus ist eine Saisonfischart aus der Familie Rivulidae und gehört zur Gruppe der Eierlegenden Zahnkarpfen. Sie ist die einzige Art der Gattung Leptolebias und erreicht eine Standardlänge von 2,3 cm und kommt in flachen, temporären Rinnen und kleinen Tümpeln in dichten Regenwäldern nahe der Baía de Guanabara vor.

## Merkmale
Leptolebias marmoratus unterscheidet sich von allen anderen Arten des Tribus Cynopoecilini durch eine asymmetrische Schwanzflosse der Männchen. Der obere Rand der Schwanzflosse ist leicht abgerundet, während der untere Rand gerade ist. Die männlichen Tiere von Leptolebias marmoratus weisen eine einzigartige Färbung im Tribus Cynopoecilini auf. Sie besitzen gelbe Streifen auf den Flanken und einen breiten weißen Streifen in der unteren Schwanzflosse, der an einen schmalen schwarzen Streifen am unteren Schwanzflossenrand angrenzt.